# Hiška

Hiška (v Istri tudi kažun) je majhno pastirsko zatočišče iz kamna, eden od načinov suhe gradnje, ki se je v Sloveniji ohranil predvsem na Krasu in v Istri. Hiške običajno nimajo oken, ampak le eno vhodno odprtino. Zgrajene so na robu poljskih zemljišč in so namenjene zatočišču pred soncem ali slabim vremenom, spravilu orodja ipd.
Podobne kamnite gradnje niso značilne samo za Kras in Istro, temveč se pojavljajo vzdolž celotne jadranske obale (z imeni komarde, bunje, cemeri, kažuni), v drugih sredozemskih državah (trolli, nuraghe), tudi ponekod v Severni Afriki, celo na Britanskem otočju, na Irskem in na Islandiji. Obstajajo arhitekturne različice, vendar pa je tehnika suhe gradnje povsod enaka. Večje hiške so v davnini služile kot stanovanje in predstavljajo izročilo stare kmečke arhitekture.